# Zone occupée

La France coupée en plusieurs parties en 1940 : zone libre, zone d'occupation italienne, zone occupée, avec à l'intérieur de celle-ci : la zone annexée Alsace-Moselle, la zone placée sous l'administration militaire allemande de Bruxelles (nord de la France), et deux territoires classés zone interdite.

La zone occupée (en allemand : Besetztes Gebiet) est, pendant la Seconde Guerre mondiale, après la signature de l'armistice du 22 juin 1940, la partie de la France où stationnaient les troupes allemandes d'occupation. La ligne de démarcation la séparait de la zone libre. Après l'occupation de cette dernière en novembre 1942, la zone occupée est rebaptisée « zone nord ».

## Origine de la zone occupée
La convention d'armistice du 22 juin 1940, à la clairière de Rethondes, en forêt de Compiègne, entre le représentant du Troisième Reich allemand, le maréchal Keitel, et celui du gouvernement français du maréchal Pétain, le général Huntziger, dispose en son article 2 :

« En vue de sauvegarder les intérêts du Reich allemand, le territoire français, situé au nord et à l'ouest de la ligne tracée sur la carte ci-annexée, sera occupé par les troupes allemandes. […] »

La ligne de séparation du territoire français en deux zones est définie par un tracé figurant sur une carte annexée :

« […] commence, à l'est, à la frontière franco-suisse, près de Genève, et est jalonnée ensuite par les localités de Dole, Paray-le-Monial et Bourges, jusqu'à environ vingt kilomètres à l'est de Tours. De là, elle passe à une distance de vingt kilomètres à l'est de la ligne de chemin de fer Tours-Angoulême-Libourne, ainsi que, plus loin, par Mont-de-Marsan et Orthez, jusqu'à la frontière espagnole. »

Cette ligne de séparation du territoire prend effet le 25 juin 1940. Elle prendra par la suite le nom de ligne de démarcation.
L'ensemble du territoire et l'Empire sont sous l'autorité du régime de Vichy dirigé par le maréchal Pétain. La souveraineté française s'exerce sur l'ensemble du territoire, y compris la zone occupée (sauf, de fait, l'Alsace et la Moselle), mais dans la zone occupée, la convention d'armistice, en son article 3, stipule que l'Allemagne exerce les droits de la puissance occupante :

« Dans les régions occupées de la France, le Reich allemand exerce tous les droits de la puissance occupante. Le Gouvernement français s'engage à faciliter par tous les moyens les réglementations relatives à l'exercice de ces droits et à la mise en exécution avec le concours de l'Administration française. Le Gouvernement français invitera immédiatement toutes les autorités et tous les services administratifs français du territoire occupé à se conformer aux réglementations des autorités militaires allemandes et à collaborer avec ces dernières d'une manière correcte. »

## Subdivisions
- À partir de fin juillet 1940, la région Alsace-Moselle est annexée de facto par le Troisième Reich en violation de la convention d'armistice et malgré les protestations du gouvernement de Vichy[4]. Des milliers d'habitants sont expulsés vers la zone libre[5]. La Moselle est rattachée au district de Sarre-Palatinat, rebaptisé Gau Westmark. L'Alsace est rattachée au Gau Baden-Elsaß.
- Les régions situées au nord et au nord-est sont déclarées « zones interdites » au retour des réfugiés, car destinées à l'implantation de colons allemands : le Nord-Pas-de-Calais est rattaché au commandement allemand de Bruxelles et les régions placées à l'est d'une ligne Charleville-Mézières – Saint-Dizier – Dole, sont déclarées « zones réservées », car destinées à la future constitution d'un « Pays thiois » germanisé, grâce à une politique de colonisation massive.
- En 1941, tout le littoral Manche-Atlantique est également déclaré « interdit », c'est la zone côtière du mur de l'Atlantique, large de 10 kilomètres.